# Кърчевски надпис
Надписът от Кърчово, или надписът от Крицува, е старобългарски епиграфски паметник от днешна Гърция. Намира се в средновековната крепост Крицува, край днешното село Кърчово, построена по време на управлението на цар Калоян (1197 – 1207). Надписът е изсечен от името на великия дука Врана в края на 1204 или началото на 1205 година и има следния текст:

## Местоположение
Крепостта е изградена източно от село Кърчово на възвишението Връо (на гръцки Врахос) всред естествено скално струпване, достъпно само от север. Входната порта на укреплението е изградена между два 8-метрови скални блока с ходник-прорез, широк около 1,50 m. Вдлъбнатините за укрепващите греди на портата все още личат върху скалите. Надписът е изсечен на южния от двата блока в границите на крепостта, на около метър над земята.

## Хронология на изследванията
Кърчевският надпис е споменат за пръв път от Стефан Веркович през 1889 г. като славянски. През 1891 Георги Стрезов дава повече данни и снимка, и го определя като български. През лятото на 1916 година Йордан Иванов проучва старината и прави снимки. Историкът Георги Баласчев през 1917 година предлага първи прочит на надписа.

## Прочит и тълкуване
Буквите са с височина 7 – 8 см, издълбани с длето върху слабо заравнена гранитна повърхност и се сливат с естествената текстура на скалата. Символите на третия ред са нечетливи и вероятно дават дата на изсичането. Към 2018 година надписът е видим, но първият символ и предполагаемото име на цар Калоян е заличено.
Георги Баласчев през 1917 година дава първи прочит на надписа като „Азъ Врана дука великъ сътворихъ града Кричумъ и храма за молитва и каяние въ лето 1296 (или 1366)“. От двете предполагаеми дати Баласчев смята втората за по-достоверна. Според Йордан Иванов разчитането на Баласчев не взема предвид графическата и граматическата страна на надписа и предлага друг вариант, в който на последния ред разчита името на цар Калоян. Й. Иванов не разчита неясните начални символи на третия ред, но предполага, че споменатия „Врана, дука велик“ е Теодор Врана, съвременник на Калоян и син на Алексий Врана.
Надписът отразява построяването на крепостта Крицува (Кърчово) в долината на река Белица. Той е свидетелство за наличието на титлата велик дука във военно-административното управление на българската държава по времето на Калоян. Последният е споменат със своята царска титла, което също е от важно историческо значение. Съдържанието на надписа разкрива укрепителните мерки, предприети от Калоян в Сярската област, принадлежаща по негово време към пределите на България. Макар и кратък по съдържание надписът съхранява спомена за грижите, които българският владетел и неговия висш служител великия дука Врана са положили за осигуряване на военната отбрана на западните български предели.